# 山河狸
山河狸（学名：Aplodontia rufa）是一种生活在北美洲太平洋沿岸山地的啮齿类动物，山河狸科（Aplodontiidae）中现存唯一的一种，可能是最原始的一种啮齿动物。

## 习性
山河狸喜欢凉爽潮湿的环境，善于挖掘地道。植食性。大多在夜间活动，没有冬眠的习惯。